# ソフィア中央バスステーション
ソフィア中央バスステーション（ブルガリア語: Централна автогара София,CBS）はブルガリアの首都ソフィアにある主要バスターミナルである。現在あるバスターミナルの建物は、2004年に開業し面積は7,173m2で、待合所は1,500m2を有している。57箇所の窓口があり、クレジットカードやデビットカードでの支払いにも対応している。いつでも、47～50台のバスが出入りしブルガリア国内を始め、各国への長距離バスが出発している。混雑が激しい時は10箇所の臨時のバス停が設けられる。毎時2,250人の利用客が待合所を通過している。また、待合所には130台の防犯カメラも設置されている。